# Romanova
Het Romanova (roma "Rome" + nova "nieuw") is een kunsttaal van David Crandall, Robert Hubert en Michael Edwards, die in 1999 voor het eerst op het Internet werd gepubliceerd. De taal heeft de ISO 639-3 code rmv.
Het Romanova is een zonale hulptaal, die gebaseerd is op het Frans, Italiaans, Portugees en Spaans. Het doel van de taal is, aldus de auteurs, "de verstaanbaarheid voor sprekers van de Romaanse talen te maximaliseren tot gemiddeld zo'n 90% en daardoor direct bruikbaar te zijn voor basiscommunicatie met honderden miljoenen mensen, die de taal nooit hebben bestudeerd."

## Voorbeeld
Bono di'a, i benvenido al Projeto Romanova! Si tu pode leser esto tecsto, donse la lingua nova ce nus clama Romanova sta funsionando multo bien! Nus ave produsido esta lingua con la speransa ce todos los parladores de las linguas roma'nicas modernas podera' comunicar eficasemente entre se. La lingua nova consiste de tres mil vocablos, mas o menos, i elo fu formado di vocablos prendidos di todas las cuatro linguas roma'nicas maiores: el espaniese, el fransiese, el italiese, i el portugalese.
Goedendag en welkom bij het Romanova-project! Als je deze tekst kunt lezen, dan werkt de nieuwe taal die wij Romanova noemen, uitstekend! Wij hebben deze taal gemaakt in de hoop dat alle sprekers van de moderne Romaanse talen efficiënt met elkaar zullen kunnen communiceren. De nieuwe taal bestaat uit drieduizend woorden, min of meer, en is opgebouwd uit woorden die uit alle vier de belangrijkste Romaanse talen afkomstig zijn: het Spaans, het Frans, het Italiaans en het Portugees.